# Edisto (Carolina del Sud)
Edisto o Edisto Island è un census-designated place (CDP) degli Stati Uniti d'America, situato in Carolina del Sud, nella contea di Charleston.